# Előre! (film, 2002)
Az Előre! 2001-ben forgatott, 2002-ben bemutatott színes, magyar filmvígjáték, Erdélyi Dániel rendezésében, akinek ez volt a diploma filmje. A film iskolai jeleneteit a pesterzsébeti Hajós Alfréd Általános Iskolában vették fel.

## Történet
1984-et írunk. Zoli és Miki igazi jó barátok, egy padban ülnek, és suli után rendszerint együtt lógnak. A szüleik azonban ádáz ellenségek: Zoli apja a kevés ellenzéki egyike, aki röplapokat készít, és szamizdat újsággal próbálja felhívni a figyelmet a rendszer helytelenségére, Miki apja a kerületi párttitkár, aki fiatalon került magas pozícióba, és úgy intézkedik az emberek felett, ahogy kedve tartja. Ezeken felül a gyerekeik miatt is állandó konfliktusba keverednek. Csak egy közös érdeklődésük van: Zoli és Miki osztályfőnöke, a szép és csinos fiatal Bartos Júlia. Gyerekeik egyik osztálykirándulása végleg megváltoztatja a szülők sorsát.

## Szereplők
- Marozsán Erika (Bartos Júlia, Zoli és Miki osztályfőnöke)
- Váta Lóránd (Kutas László, Zoli apja)
- Gáspár Sándor (Kerekes András, Miki apja)
- Marcsek Tamás (Kutas Zoli)
- Gáspár Csaba (Kerekes Miki)
- Tóth Auguszta (Kutasné Éva, Zoli anyja)
- Garas Dezső (Szabó bácsi, pedellus)
- Bodrogi Gyula (Csornai, a vadászház vezetője)
- Spindler Béla (Ernő bá', tanár)
- Hollósi Frigyes (iskolaigazgató)
- Bezerédi Zoltán (rendőrfőnök)
- Dengyel Iván (ügynök 1.)
- Kelemen József (ügynök 2.)
- Egyed Attila (Imre, Kerekes sofőrje)
- Tóth Enikő (Kerekesné Judit)
- Megyeri Zoltán (rendőr 1.)
- Mátray László (rendőr 2.)
- Balogh Tamás (a csónakház gondnoka)
- Gara István (Endre, a vadászház pincére)
- Simonovics Roland (Bagyura)
- Jávor Tamás (Funk)
- Kruppa Sándor (konspirációs kolléga)
- Gáspár András (Kiss Laci)

## Filmes baki
Az elején az ünnepség előtt a gyerekek dobálóznak egy zokniba csavart labdával, és amikor a Kerekes Mikit alakító Gáspár Csabához kerül a labda, akkor a Bagyurát alakító Simonovics Roland véletlenül azt mondja neki, hogy ,,Csabi, passz!".